# Spirală Yang
Spirala Yang este o metodă de meditație yoga în care participanții, ținându-se de mâini formează o spirală neîntreruptă având câteodată chiar și peste 5 000 de participanți. În această manifestare participanții sunt ordonați strict în funcție de sex și de semnele zodiacale: bărbații alternează cu femeile și sunt așezați în funcție de semnul lor zodiacal. 

## Efectul de grup
Premiza meditației în grup: " grupul este mai mare decât suma părților sale", "este un concept prezent în multe culturi din întreaga lume". De aceea, într-un grup se presupune că fiecare participant meditează mai bine decât singur, investind același efort personal.